# HTC One (смартфон)
HTC One (кодовое название M7 и известен под именем HTC One M7) — флагманский смартфон от HTC. Обладает четырёхъядерным процессором Qualcomm Snapdragon 600 APQ8064T, камерой с разрешением 4 «ультрапикселя» и Android 5.0 Lollipop (на данный момент). 30 мая 2013 года компании Google и HTC объявили о выпуске специальной версии смартфона, на котором будет установлена операционная система без модификаций от HTC.
В 2013-м году HTC One (M7) являлся смартфоном с высокой пиксельной плотностью дисплея. HTC One оснащен оболочкой HTC Sense.
HTC One получил высокую оценку за качество промышленного дизайна, дисплей с высокой плотностью пикселей 468 пикселей на дюйм и мощную стереофоническую звуковую систему со среднеквадратичной мощностью 2,6 Вт, а также за общую производительность и улучшенное взаимодействие с пользователем по сравнению с более ранними устройствами HTC. Однако некоторые аспекты устройства, такие как качество фотографий, время автономной работы и некоторые элементы операционной системы устройства, подверглись тщательному анализу со стороны критиков. Устройство получило множество наград и похвал, в том числе было названо Ассоциацией GSM «Лучшим новым мобильным устройством» на Mobile World Congress 2013, а годом позже было названо лучшим смартфоном 2013 года на той же конференции. На смену ему пришел HTC One (M8) 25 марта 2014 года.

## Цитаты из обзоров
«Не так давно, приблизительно с месяц назад я впервые узрел воочую новый флагман тайваньской компании HTC One. Знакомство было бурное, но мимолетное, поэтому обзор я решил полностью дополнить и опубликовать, при более плотном общении с данной весьма примечательной моделью. Все, абсолютно все, что меня поразило при первом взгляде на модель, поразило меня повторно при более детальном рассмотрении. Очень качественная сборка, алюминиевый unibody-корпус (полностью ЦЕЛЬНОЙ!!!), ультрапиксельная камера, просто потрясающий дизайн — это то что меня повергло в приятный шок. Модель появилась в нужное время, в нужном месте и в нужном качестве.»— gsm-obzor.ru

«Напомним, HTC One получил стильный металлический корпус и выполнен в бело-серебристом или чёрном цвете. Смартфон может похвастаться дисплеем с самой высокой на рынке смартфонов плотностью пикселей. Тут 4,7-дюймовая Full HD матрица (480 ppi). Девайс оснащен четырёхъядерным чипом Qualcomm последнего поколения — Snapdragon 600 с тактовой частотой 1,7 ГГц. Объём оперативной памяти — 2 ГБ, встроенной — 32 ГБ (поддержки карт памяти нет)»— hi-tech.mail.ru

«В самом начале презентации Питер Чоу подчеркнул, что количество мегапикселей не определяет качество картинки. Наши читатели, впрочем, знают это уже давно. Так что против 13 и 8 мегапикселей во флагманских смартфонах последних дней HTC выставила 4 ультрапикселя. И даже при предварительном сравнении, используя аппарат с сырой прошивкой, стало очевидно, что HTC One снимает гораздо лучше своих конкурентов.»— ferra.ru

«После близкого знакомства с HTC One нам удалось выяснить насколько сильно новый смартфон отличается от предшественника. Начинаются отличия с корпуса получившего ещё больше металла. Несмотря на увеличившиеся габариты и больший экран, скругленные боковины и удобные клавиши делают смартфон более эргономичным. Возросшая ёмкость аккумулятора нивелируется увеличенной диагональю экрана, так что в плане автономности HTC One не принес никаких сюрпризов. Как и большинство смартфонов, при средней нагрузке пользователь может рассчитывать на сутки работы.»— itc.ua

## Основные характеристики
- 4.7-дюймовый 1080p 480ppi Super LCD3 дисплей
- Четырёхъядерный процессор 1.7 GHz Qualcomm Snapdragon 600 (APQ8064T)
- Поддержка сетей LTE/HSPA+
- 32/64GB внутренней памяти (Micro SD доступен только в 2SIM версии, и для рынка азиатских стран)
- 2GB RAM (ОЗУ)
- 4 МП основная камера (технология ultrapixel)
- 2МП фронтальная (лицевая) камера
- Android 5.0.2 (Lollipop) (На старте 4.1.2 Jelly Bean)
- Интерфейс HTC Sense 6.0 (На старте Sense 5.0)
- Цифро аналоговый преобразователь Qualcomm WCD9310 совмещенный с усилителями серии TPA от Texas Instruments
- Технология Beats Audio
- Батарея ёмкостью 2 300 мАч